# 1979 en Lorraine
Chronologie de la Lorraine
- 1975
- 1976
- 1977
- 1978
- 1979
- 1980
- 1981
- 1982
- 1983

Cette page est une liste d'événements qui se sont produits durant l'année 1979 en Lorraine.

## Éléments contextuels

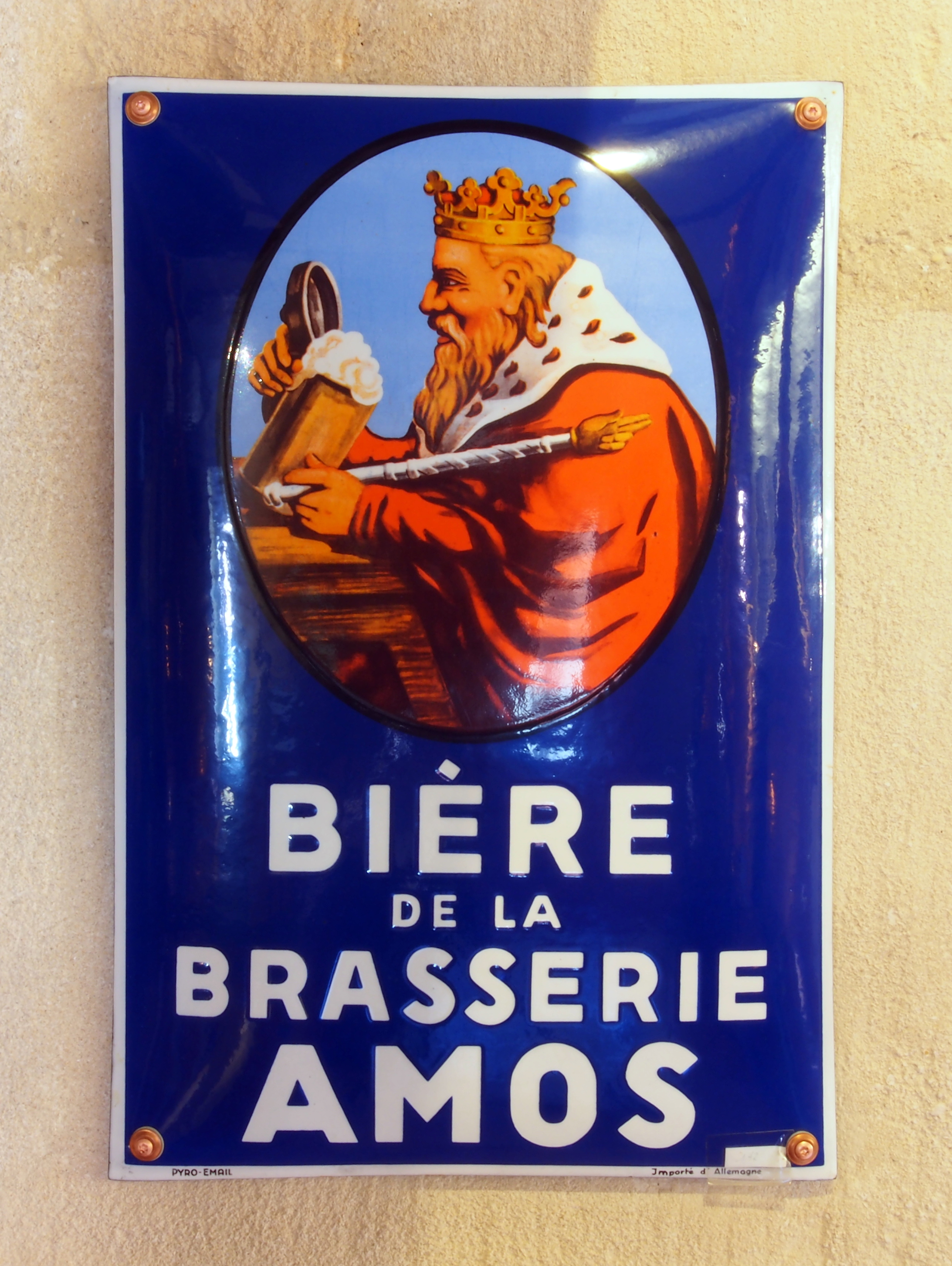
Bière de la brasserie Amos.

- La Lorraine compte encore quatre grandes brasseries : la brasserie de Champigneulles, l'Union de brasserie à Thionville, la brasserie de Lorraine à Saint-Nicolas-de-Port et la brasserie Amos à Metz. À cette époque la consommation de bière en Moselle était de 60 litres par an et par habitant (contre 40 litres par an et par habitant au niveau national)[1].
- Première "une" du Républicain lorrain en couleur[2].
- La première reconversion apporte l'industrie automobile en Lorraine[3].
- Tournage à Verdun du film Tess de Roman Polanski[4]

## Événements

Lorraine Cœur d'Acier

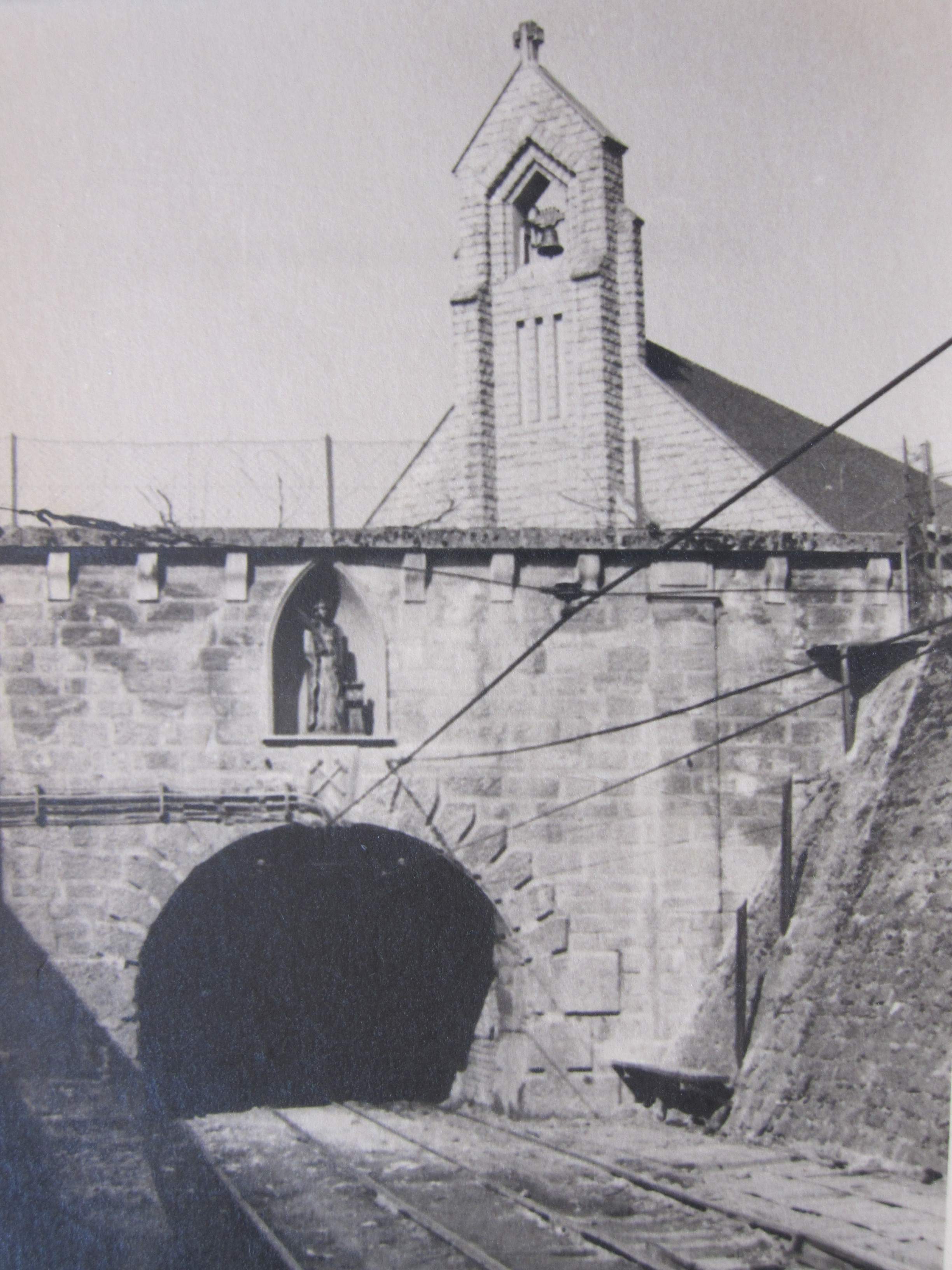
L'entrée du tunnel de la Mine Charles-Ferdinand, côté entrangeois, au début du XXe siècle

- Fondation de Jarville Jeunesse Foot.
- Fondation à Trémery de la Société de Mécanique Automobile de l'Est (SMAE) qui fabrique des moteurs pour Peugeot et Citroën[3].
- Le club de hockey-sur-glace d'Épinal décroche son premier titre national, celui de champion de France de division 2[5].
- Bernard Béguin et Jean-Jacques Lenne remportent le rallye de Lorraine sur une Porsche 911[6].
- Sortie de Tess, film franco-britannique de Roman Polanski, en petite partie tourné dans la Meuse. C'est une des adaptations du roman Tess d'Urberville de Thomas Hardy.
- Arrêt de l'exploitation de la mine Charles-Ferdinand, mine de fer implantée au XIXe siècle sur les communes d’Entrange et de Hettange-Grande en Moselle[7]. Fermeture de la mine d'Angevillers à Algrange et de la Mine d'Hettange-Grande[8]

- 12 janvier : des ouvriers se mettent en grève dans la plupart des secteurs d'activité. Hayange ressemble à une ville morte[3].
- 23 février : des mesures pour éviter les mises au chômage dans la sidérurgie sont annoncées par le ministre de l'industrie André Giraud[9]
- 17 mars : fondation par la CGT de Lorraine Cœur d'Acier, radio pirate[10]  dans la ville de Longwy pour lutter contre les fermetures d'usines dans le milieu sidérurgique[11],[12].
- 19 mars : Yannick Noah remporte le tournoi de tennis de Lorraine.
- 6 au 8 avril : congrès historique du Parti socialiste, le Congrès de Metz, qui se tient du 6 au 8 avril 1979, voit l'affrontement du premier secrétaire sortant François Mitterrand, qui sort vainqueur, et de la Deuxième gauche incarnée par Michel Rocard.
- 17 mai : la police brouille les émissions de la radio Lorraine cœur d'acier[13]. Affrontements entre policiers et sidérurgistes à Longwy[12].
- 24 juillet : la convention sociale signée ce jour-là atténue les effets du plan de restructuration de décembre 1978[12].
- 3 août : les hauts-fourneaux 4 et 5 de Gouraincourt sont arrêtés. Des rouleaux de feuillards bloquent tout le centre de Longwy en protestation aux fermetures annoncées dans la sidérurgie.
- Août : Corinne Schidler est élue reine de la mirabelle[14].
- nuit du 8 au 9 août la Coupe de France de football a été volée par une « délégation » de syndicalistes de la CFDT dans les locaux du FC Nantes afin d’attirer l’attention des médias sur le sort des ouvriers de la sidérurgie.
- 3 décembre vers 16 heures 50 à Metz : deux témoins observent un objet de forme triangulaire émettant deux traînées de fumée rouge[15].

## Inscriptions ou classement aux titre des monuments historiques
- En Meurthe-et-Moselle : Abbaye de Saint-Pierremont[16]; Maison du Docteur Paul Jacques à Nancy[17]; Château de Lenoncourt[18]; Château de Saulxures-lès-Nancy[19]; Maison de Clodion à Nancy[20]
- En Meuse : Remparts de Vaucouleurs[21]; Tour des Anglais de Vaucouleurs [21]; Tour du Roi à Vaucouleurs[22];
- En Moselle : Citadelle de Bitche[23]; Château de Luttange[24]; Église Sainte-Barbe de Sainte-Barbe (Moselle)[25]; Musée de la Faïence (Sarreguemines)[26];

## Naissances

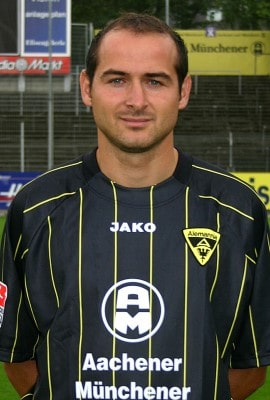
Daniel Gomez.

- 28 janvier à Nancy : Aurélie Genêt, autrice française de fantasy et de fantastique.
- 6 février : Guillaume Papelier, joueur professionnel français de hockey sur glace[27].
- 19 février à Épinal : Anthony Maurice, joueur professionnel de hockey sur glace, manager général du club de hockey français des Gamyo Épinal, équipe qui évolue depuis 2004 dans l'élite française.
- 26 février à Remiremont : Céline Dodin, orienteuse française.
- 16 mars à Thionville : Daniel Gomez, footballeur français. Avant-centre de formation, il a ensuite évolué au poste de milieu offensif ou sur le flanc droit.
- 22 mars à Villerupt : Stéphane Borbiconi, footballeur français.
- 26 mars à Nancy : Arnaud Dudek, écrivain français.
- 30 mars à Verdun : Samuel Rouyer[28],[29], coureur cycliste français, principalement actif dans les années 2000.
- 5 avril à Thionville : Florian Bachelier, avocat et homme politique français.
- 7 mai à Algrange : Fabien Engelmann, syndicaliste et homme politique français.
- 20 mai à Saint-Dié-des-Vosges : Alexandre Aubert, biathlète français.
- 1er juin à Épinal : Julien Bontemps, véliplanchiste renommé de Gérardmer. Membre de l'équipe de France, il évolue dans les championnats internationaux.
- 3 août à Phalsbourg : Romuald Peiser, footballeur franco-suisse[30]. Il joue au poste de gardien de but durant les 20 années de sa carrière professionnelle, en  Europe et en Amérique du Nord. Il est l'entraineur des gardiens du CF Montréal en MLS.
- 27 août à Thionville : Nasredine Kraouche (en arabe : نصر الدين كراوش), footballeur international algérien qui évoluait au poste de milieu offensif.
- 12 septembre à Metz : Jonathan Joubert, footballeur franco-luxembourgeois, gardien de but pour le Swift Hesperange. Il compte 90 sélections avec le Luxembourg depuis 2006.
- 21 septembre à Metz : Julien François, footballeur français. Il dispose d'un gabarit imposant (1,92 m 78 kg). Il évolue au poste de milieu défensif.
- 23 septembre à Épinal : Laetitia Choux, nageuse française.
- 29 octobre à Fontenay (Vosges) : Benoit Guillemot, joueur professionnel français de hockey sur glace[31].
- 14 novembre à Metz : Yannick Monget[32], prospectiviste environnemental, essayiste, romancier, auteur d'ouvrages photo-documentaires et artiste contemporain. Il est le fondateur du groupe Symbiom.
- 25 novembre à Thionville : Alain Cordier, dit Corson (prononcé en anglais : [kɔɹsən]), auteur-compositeur-interprète français.
- 13 décembre à Nancy : David Motyka, joueur de handball.
- 29 décembre : Maxime Zianveni, joueur français de basket-ball.

## Décès
- 17 juin à Vandœuvre-lès-Nancy : René Peeters, né le 18 août 1898 à Nancy (Meurthe-et-Moselle), syndicaliste, résistant et homme politique français.
- 30 décembre à Mont-Saint-Martin  : Alexandre Caspary, né le 2 mai 1909 à Messancy (Belgique) , homme politique français.